# WDR83OS
WDR83OS (англ. WD repeat domain 83 opposite strand) – білок, який кодується однойменним геном, розташованим у людей на короткому плечі 19-ї хромосоми. Довжина поліпептидного ланцюга білка становить 106 амінокислот, а молекулярна маса — 12 068.
| 10         |  | 20         |  | 30         |  | 40         |  | 50         |
| ---------- |  | ---------- |  | ---------- |  | ---------- |  | ---------- |
| MSTNNMSDPR |  | RPNKVLRYKP |  | PPSECNPALD |  | DPTPDYMNLL |  | GMIFSMCGLM |
| LKLKWCAWVA |  | VYCSFISFAN |  | SRSSEDTKQM |  | MSSFMLSISA |  | VVMSYLQNPQ |
| PMTPPW     |  |            |  |            |  |            |  |            |

A: Аланін

C: Цистеїн

D: Аспарагінова кислота

E: Глутамінова кислота

F: Фенілаланін

G: Гліцин

I: Ізолейцин

K: Лізин

L: Лейцин

M: Метіонін

N: Аспарагін

P: Пролін

Q: Глутамін

R: Аргінін

S: Серин

T: Треонін

V: Валін

W: Триптофан

Задіяний у такому біологічному процесі, як ацетилювання. 
Локалізований у мембрані.